# Mossbrogölen (Simonstorps socken, Östergötland, 651412-152355)
Mossbrogölen är en sjö i Norrköpings kommun i Östergötland och ingår i Kilaån-Motala ströms kustområde.